# Propiedad imperial (Antigua Roma)
Una propiedad imperial, patrimonium o res privata, en el Imperio romano, refiere la propiedad personal de los miembros de la familia imperial, a diferencia de la propiedad perteneciente al estado romano (ager publicus). A la muerte del emperador, estas propiedades pasaban a su sucesor, y no a sus herederos privados.

## Descripción
Las fincas imperiales no eran solo fincas agrícolas o latifundios (latifundia), sino que también lo constituían los pastos (saltus) o las minas (metalla).
La gestión de las propiedades imperiales dentro de una provincia romana era responsabilidad de un procurador (procurator) que, a su vez, reportaba al procurator patrimonii en Roma. El procurador arrendaba la hacienda imperial a un conductor, un contratista o administrador de los arriendos, que a su vez, tenía dos posibilidades. En fincas pequeñas, el conductor podría cultivar la tierra él mismo. En fincas más grandes, el conductor subarrendaba la tierra a los coloni, arrendatarios-agricultores. También estaba autorizado por la administración imperial para recaudar los tributos que debían entregar los coloni. Estos coloni eran hombres libres y no estaban atados a la tierra, como psteriormente serían los siervos. Los coloni pagaban al conductor en forma de una parte proporcional de sus cosechas, además de estar obligados a realizar otros servicios a la propiedad, durante algunos días al año.
Además, recibía de la administración imperial la autorización para recoger los tributos que debían entregar los colonos que dependían directamente del emperador y trabajaban en otras partes del dominio imperial1
En un período u otro parece haber habido propiedades imperiales en la mayoría de las provincias del imperio. Estas propiedades se adquirían de diversas formas, mediante confiscación, adquisición por conquista o por herencia. Las propiedades imperiales, a su vez, podían venderse o regalarse, tanto a determinados individuos como a templos y más adelante, a iglesias cristianas. La tierra que seguía siendo propiedad imperial, generalmente se arrendaba.
Es difícil estimar cuántas tierras pertenecían directamente al emperador. En África del Norte, en el siglo V, los registros de la propiedad muestran que poseía alrededor del 15-18%.